# Hope for Haiti Now
Hope for Haiti Now — сборник, записанный известными американскими и другими звездами поп- и рок-сцены в благотворительных целях в помощь жертвам землетрясения на Гаити (2010), издан 23 января 2010 года. Альбом сразу дебютировал на первых местах в главных хит-парадах мира в США (Список альбомов №1 в США), в Великобритании и др. Также он стал первым в истории цифровым релизом, поднявшимся на вершину американского хит-парада Billboard 200.
Альбом был доступен для предварительного заказа через iTunes 22 января 2010 года. Он стал рекордсменом по количеству предзаказов альбома за один день в истории iTunes.

## Список композиций
| №                   | Название                                                                              | Автор(ы)                                                     | Исполнитель                      | Длительность |
| ------------------- | ------------------------------------------------------------------------------------- | ------------------------------------------------------------ | -------------------------------- | ------------ |
| 1.                  | «Send Me an Angel» (оригинальное название «Prelude to a Kiss» из альбома Киз As I Am) | Алиша Киз                                                    | Алиша Киз                        | 3:43         |
| 2.                  | «A Message 2010»                                                                      | Гай Берримен, Джонни Бакленд, Уилл Чемпион, Крис Мартин      | Coldplay                         | 4:04         |
| 3.                  | «We Shall Overcome»                                                                   | Пит Сигер                                                    | Брюс Спрингстин                  | 2:52         |
| 4.                  | «Time to Love / Bridge over Troubled Water»                                           | Стиви Уандер/ Пол Саймон                                     | Стиви Уандер                     | 4:01         |
| 5.                  | «I'll Stand by You» (при участии The Roots)                                           | Крисси Хайнд, Том Келли, Билли Стейнберг                     | Шакира                           | 3:55         |
| 6.                  | «Motherless Child»                                                                    | народная                                                     | Джон Ледженд                     | 4:11         |
| 7.                  | «Hard Times Come Again No More» (при участии The Roots)                               | Стивен Фостер                                                | Мэри Джей Блайдж                 | 3:57         |
| 8.                  | «Breathless»                                                                          | Кевин Гриффин                                                | Тейлор Свифт                     | 3:51         |
| 9.                  | «Lift Me Up»                                                                          | Кристина Агилера, Линда Перри                                | Кристина Агилера                 | 3:45         |
| 10.                 | «Driven to Tears»                                                                     | Гордон Самнер                                                | Стинг                            | 3:34         |
| 11.                 | «Halo» (при участии Криса Мартина)                                                    | Райан Теддер, Эван Богарт, Бейонсе                           | Бейонсе                          | 3:31         |
| 12.                 | «Lean on Me»                                                                          | Билл Уизерс                                                  | Шерил Кроу, Кид Рок и Кит Урбан  | 3:36         |
| 13.                 | «Like a Prayer»                                                                       | Мадонна, Патрик Леонард                                      | Мадонна                          | 3:29         |
| 14.                 | «Hallelujah» (при участии Чарли Секстона)                                             | Леонард Коэн                                                 | Джастин Тимберлейк & Matt Morris | 4:15         |
| 15.                 | «Let It Be» (при участии The Roots)                                                   | Джон Леннон, Пол МакКартни                                   | Дженнифер Хадсон                 | 3:53         |
| 16.                 | «Many Rivers to Cross»                                                                | Джимми Клифф                                                 | Эмелин Мишель                    | 3:01         |
| 17.                 | «Stranded (Haiti Mon Amour)» (живая версия)                                           | Шон Картер, Пол Хьюсон, Дэвид Эванс, Кассим Дин, Робин Фенти | Jay-Z, Боно, The Edge и Рианна   | 4:27         |
| 18.                 | «Alone and Forsaken»                                                                  | Хэнк Уильямс                                                 | Дэйв Мэтьюс и Нил Янг            | 3:30         |
| 19.                 | «Rivers of Babylon / Yele (Medley)»                                                   | Бренд Доу, Тревор Макнотон                                   | Wyclef Jean                      | 3:55         |
| 20.                 | «Stranded (Haiti Mon Amour)» (version 1.0)                                            | Картер, Хьюсон, Эванс, Дин, Фенти                            | Jay-Z, Bono, The Edge и Рианна   | 4:20         |
| Общая длительность: | Общая длительность:                                                                   | Общая длительность:                                          | Общая длительность:              | 78:29        |

## Позиции в чартах
Альбом дебютировал на вершине американского хит-парада Billboard 200 с тиражом продаж 171 000 экз за первые два дня релиза по данным Nielsen SoundScan. В итоге он стал первым в истории цифровым релизом, поднявшимся на вершину американского хит-парада Billboard 200. Он также стал вторым за этот год независимо распространяемым альбомом, достигшим первого места в Billboard 200 (и 13-м в целом) после Contra группы Vampire Weekend. Тираж Hope for Haiti Now во вторую неделю составил 143,000 загрузок. За пределами США тиража составил 60 000 копий за первые два дня релиза.
| Чарты (2010)                               | Высшая позиция |
| ------------------------------------------ | -------------- |
| Австрия (Ö3 Austria)                       | 1              |
| Бельгия/Фландрия (Ultratop)                | 25             |
| Бельгия/Валлония (Ultratop)                | 24             |
| Канада (Canadian Albums Chart)             | 1              |
| Дания (Hitlisten)                          | 3              |
| Франция Digital Albums (SNEP)              | 1              |
| Новая Зеландия (RMNZ)                      | 9              |
| Великобритания UK Compilation Albums (OCC) | 1              |
| США (Billboard 200)                        | 1              |

| Чарт (2010)        | Позиция |
| ------------------ | ------- |
| Канада (Billboard) | 44      |
| США Billboard 200  | 82      |